# Caloptilia diversilobiella
Caloptilia diversilobiella är en fjärilsart som beskrevs av Paul A. Opler 1969. Caloptilia diversilobiella ingår i släktet Caloptilia och familjen styltmalar. Inga underarter finns listade i Catalogue of Life.